# Sicherheitspolizei
Sicherheitspolizei (SiPo) var en gemensam benämning på Nazitysklands kriminalpolis och dess säkerhetspolis (Gestapo). Till Sipo räknades inte den nazistiska säkerhetstjänsten Sicherheitsdienst (SD) trots att den sedan 1939 även lydde under Reichssicherheitshauptamt (RSHA). 

## Operativ organisation
Vid sidan av den administrativa organisation som utgick från RSHA vilken var separat för Kripo och Gestapo, tillkom det en gemensam operativ organisation, som utgick direkt från Heinrich Himmler, och som under kriget blev av allt större betydelse för verksamhetens ledning. Även SD var underställd den operativa organisationen vilken i stor utsträckning tog över det ledningsansvar som tidigare utgått från respektive Kripo-Leitstellen, Stapo-Leitstellen och SD-Leitabschnitte. I de ockuperade områdena fanns överhuvudtaget ingen separat ledning för vare sig Kripo, Gestapo eller SD, utan alla tre tjänstegrenarna var inordnade i en gemensam organisation "Sipo und SD" underställd den operativa organisationen.
| Territorium                                                     | SiPo                                                                  | SD                                                                    | Befogenhet                                                                    |
| --------------------------------------------------------------- | --------------------------------------------------------------------- | --------------------------------------------------------------------- | ----------------------------------------------------------------------------- |
| SS-Oberabschnitt (Wehrkreis) militärområde                      | Höherer SS- und Polizeiführer (HSSPF)                                 | Höherer SS- und Polizeiführer (HSSPF)                                 | Chef för SS, OrpO, KriPo, GeStapo och SD inom militärområdet.                 |
| SS-Oberabschnitt (Wehrkreis) militärområde                      | Inspekteur (Befehlshaber) der Sicherheitspolizei und des SD (IdS/BdS) | Inspekteur (Befehlshaber) der Sicherheitspolizei und des SD (IdS/BdS) | Chef för Sipo och SD inom militärområdet. Underställd HSSPF.                  |
| Generalbezirk (förvaltningsregioner i det ockuperade Östeuropa) | Kommandeur der Sicherheitspolizei und des SD (KdS)                    | Kommandeur der Sicherheitspolizei und des SD (KdS)                    | Chef för Sipo och SD i sin region. Underställd regionens SS-und Polizeifüher. |

Källa: 

## Personalstruktur
Kripo och Gestapo hade samma personalstruktur, utbildning och tjänstegrader. Det fanns två grundläggande polisiära befordringsgångar, dels einfacher Vollzugsdienst der Sicherheitspolizei (kriminalassistentkarriären), senare även kallad Laufbahn U 18: SS-Unterführer der Sicherheitspolizei und des SD, dels leitender Vollzugsdienst der Sicherheitspolizei (kriminalkommissariekarriären), senare även kallad Laufbahn XIV: SS-Führer der Sicherheitspolizei und des SD.

## Rekrytering och utbildning
För anställning i kriminalassistentkarriären krävdes anställning i Orpo eller i Waffen-SS. För en aspirant från Waffen-SS krävdes att vara minst SS-Unterscharführer och ha minst 4 ½ års tjänstgöring och vara högst 24 år gammal. Aspiranten började med 12 månaders yrkespraktik vid Sipo eller SD, fortsatte med 12 månaders utbildning vid Unterführerschule der Sicherheitspolizei (Kriminalfachschule) i Berlin-Charlottenburg och slutade med 12 månaders provanställning.
För direktrekryterade till kriminalkommissariekarriären krävdes studentexamen och framgångsrikt deltagande i ett särskilt urvalsförfarande (Ausleselager). För övriga (rekryterade från lägre grader i Orpo eller Sipo) krävdes en anställningsexamen. Sedan skedde anställning som Kriminalkommissaranwärter (kriminalkommissarieaspirant). Efter ett års aspiranttjänstgöring genomgicks en nio månaders kurs vid Führerschule der Sicherheitspolizei (säkerhetspolisens officersskola) i Berlin-Charlottenburg. Denna kurs avslutades med en kommissarieexamen. Efter denna skedde omedelbart befordran till Hilfskriminalkommissar (biträdande kriminalkommissarie). Normalt blev sedan den biträdande kriminalkommissarien inom några dagar tilldelad en tjänst inom kriminalpolisen och blev därmed också genast befordrad till Kriminalkommissar auf Probe (kriminalkommissarie med provanställning). Efter ett halvårs provtjänstgöring skedde befordran till außerplanmäßigen Kriminalkommissar (extra kriminalkommissarie).

## Kvinnlig personal
Enligt de bestämmelser om antagning och utbildning av kvinnlig polispersonal som utfärdades av Reichssicherheitshauptamt 1940, kunde kvinnor som genomgått en vårdutbildning eller liknande anställas. Som aspiranter antogs ungdomsledare, jurister, ekonomer med erfarenhet av socialt arbete, kvinnliga befäl i Reichsarbeitsdienst och personalhandläggare i Bund Deutscher Mädel om de hade en flerårig yrkeserfarenhet. De genomgick en ettårig utbildning. Senare anställdes även sjuksköterskor, förskollärarinnor och handelsutbildade kvinnor med fallenhet för polisyrket. De genomgick en tvåårig utbildning. Efter två år som Kriminaloberassistentin kunde befordran ske till Kriminalsekretärin, efter två-tre ytterligare år till Kriminalobersekretärin. Vidare befordran till Kriminalkommissarin och Kriminalrätin var också möjlig.

## Grader och löner 1938–1945
| Lönegrad | Årslön Riksmark | einfachen Vollzugsdienst der Sicherheitspolizei | leitenden Vollzugsdienst der Sicherheitspolizei | Motsvarande grad i SS (Wehrmacht-Heer)  |
| -------- | --------------- | ----------------------------------------------- | ----------------------------------------------- | --------------------------------------- |
| A8c2     | 2 160 - 2 340   | Kriminalassistent                               |                                                 | SS-Oberscharführer (Feldwebel)          |
| A7c A8a  | 2 000-3 000     | Kriminaloberassistent                           |                                                 | SS-Hauptscharführer (Oberfeldwebel)     |
| A7a      | 2 350-3 500     | Kriminalsekretär                                |                                                 | SS-Untersturmführer (Leutnant)          |
| A5b      | 2 300-4 200     | Kriminalobersekretär                            |                                                 | SS-Untersturmführer (Leutnant)          |
| A4c2     | 2 800-5000      | Kriminalinspektor                               |                                                 | SS-Obersturmführer (Oberleutnant)       |
| A4c1     | 2 800-5 300     |                                                 | Kriminalkommissar < 3 år i graden               | SS-Obersturmführer (Oberleutnant)       |
| A4c1     | 2 800-5 300     |                                                 | Kriminalkommissar > 3 år i graden               | SS-Hauptsturmführer (Hauptmann)         |
| A3b      | 4 800-7 000     |                                                 | Kriminalrat < 3 år i graden                     | SS-Hauptsturmführer (Hauptmann)         |
| A3b      | 4 800-7 000     |                                                 | Kriminalrat > 3 år i graden                     | SS-Sturmbannführer (Major)              |
| A2d      | 4 800-7 800     |                                                 | Kriminaldirektor                                | SS-Sturmbannführer (Major)              |
| A2c2     | 4 800-8 400     |                                                 | Regierungs- und Kriminalrat                     | SS-Sturmbannführer (Major)              |
| A2b      | 7 000-9 700     |                                                 | Oberregierungs- und Kriminalrat                 | SS-Obersturmbannführer (Oberstleutnant) |
| A1b      | 6 200-10 600    |                                                 | Regierungs- und Kriminaldirektor                | SS-Standartenführer (Oberst)            |
| A1b      | 6 200-10 600    |                                                 | Reichskriminaldirektor                          | SS-Standartenführer (Oberst)            |

Medellönen för en industriarbetare var år 1939 1459 RM per år.  Medellönen för en privatanställd tjänsteman var år 1939 2772 RM per år.